# Stories (TUBEの曲)
「Stories」（ストーリーズ）は1989年12月1日にCBS/SONY RECORDSから発売されたTUBEの通算10作目、自作曲では2作目のシングル。

## 概要
本作からCD、カセットの2形態での発売となった。
カップリング曲の「Precious Time」はカセット、CDが廃盤になって以降、長い間アルバム未収録で入手困難な状況が続いたが、2025年5月24日に各配信サイトでのダウンロード配信及びサブスクリプション配信が開始された。

## 収録曲
| 全作詞: 前田亘輝、全編曲: TUBE。 |                   |           |          |      |
| #                                | タイトル          | 作詞      | 作曲     | 時間 |
| 1.                               | 「Stories」       | 前田亘輝  | 春畑道哉 | 5:07 |
| 2.                               | 「Precious Time」 | 前田亘輝  | 前田亘輝 | 4:14 |
| 合計時間:                        | 合計時間:         | 合計時間: | 9:21     |      |

| 全作詞: 前田亘輝、全編曲: TUBE。 |                                          |           |          |      |
| #                                | タイトル                                 | 作詞      | 作曲     | 時間 |
| 1.                               | 「Stories」                              | 前田亘輝  | 春畑道哉 | 5:07 |
| 2.                               | 「Stories (オリジナル・カラオケ)」       | 前田亘輝  | 春畑道哉 | 5:07 |
| 3.                               | 「Precious Time」                        | 前田亘輝  | 前田亘輝 | 4:14 |
| 4.                               | 「Precious Time (オリジナル・カラオケ)」 | 前田亘輝  | 前田亘輝 | 4:14 |
| 合計時間:                        | 合計時間:                                | 合計時間: | 18:42    |      |

## 収録アルバム
- TUBEst (#1)
- Melodies & Memories (#1、リミックス)
- Best of TUBEst 〜All Time Best〜 (#1)
- All Singles TUBEst -Blue- (#1)

## タイアップ
Stories
- Panasonicカーオーディオ・CD-in1「VZ700」CMソング